# Catfish : fausse identité
Vous pouvez aider à l'améliorer ou bien discuter des problèmes sur sa page de discussion.
Pour les articles homonymes, voir Catfish (homonymie).
Catfish : fausse identité (Catfish: The TV Show) est une émission de télévision de docu-réalité américaine basée sur le film Catfish sorti en 2010, diffusée depuis le 12 novembre 2012 sur MTV.
Chaque émission est présentée par Nev Schulman et coprésenté par un des nombreux coprésentateurs de la série ou bien par une célébrité, ils viennent en aide aux personnes qui veulent rencontrer la personne avec qui ils entretiennent une relation amoureuse sur les réseaux sociaux, depuis une durée plus ou moins longue.
En France, la série est diffusée sur MTV France, et au Québec à partir du 24 août 2015 à MusiquePlus en linéaire puis en streaming depuis 2024 sur MTV Québec. Au Royaume-Uni, elle est diffusée sur MTV Royaume-Uni et en clair sur VIVA Royaume-Uni et Irlande. En Autriche, elle est diffusée sur VIVA Austria.

## À propos de Catfish: fausse identité

### Définition de «Catfish»
Chaque épisode de Catfish : fausse identité révèle les vérités et mensonges d'une relation amoureuse en ligne. Sur Internet, un catfish (en anglais : escroc) est une personne qui usurpe l'identité d'une autre sur les réseaux sociaux en utilisant ses photos et informations personnelles.
L'objectif d'un catfish est de se cacher derrière un faux profil pour tromper les utilisateurs et entretenir une ou des relations amoureuses.
Aux États-Unis et en Angleterre, le terme catfish peut être utilisé comme un nom : c'est un catfish, il s'est fait passer pour un autre. Mais également comme un verbe : Nev s'est fait catfisher.

### Catfish: The Movie
En 2006, pour un projet d'étude, Ariel Schulman, accompagné d'Henry Joost, décide de filmer son frère, Yaniv « Nev » Schulman, dans son parcours pour rencontrer la fille dont il est tombé amoureux sur Internet (Facebook).

#### Synopsis
Quand Nev Schulman, un photographe new-yorkais, accepte une demande d'ami sur Facebook d'un enfant nommée Abby, il n'imagine pas l'odyssée mouvementée dans laquelle il vient de s'embarquer. Abby envoie à Nev une image d'une de ses peintures démontrant son savoir-faire. Intéressé, il commence à entretenir une relation en ligne avec le reste de la famille d'Abby, dont sa grande sœur Megan, dont il tombe amoureux. Rapidement intrigué par les informations dont Megan lui fait part sur elle, Nev mène l'enquête et entreprend toutes les démarches pour la rencontrer. Après de multiples mensonges, Angela, maman de 2 enfants (dont Abby) et mariée à un homme nommé Vince, avoue à Nev qu'en plus d'être l'auteure des peintures, elle est également la propriétaire du profil de « Megan. » « Megan » qui est en fait Aimee Gonzales, photographe et top-model professionnel, mariée et mère de deux enfants. Nev et Angela sont toujours amis sur Facebook.

#### Date de sortie
17 septembre 2010 (États-Unis).

### Origine du nomCatfish
Lors du tournage du film Catfish, le mari d'Angela, Vince raconte à Nev que quand les morues étaient transportées par bateau d'Asie jusqu'en Amérique du Nord, l'inactivité des poissons dans les bacs avait un impact sur leur qualité. Des pêcheurs ont alors eu l'idée d'ajouter des poissons-chats (catfish) dans les bacs des morues, pour les garder dynamiques et actives, afin de préserver la qualité de leur chair. Il s'agit donc d'une métaphore. Vince explique comment, dans la vie de chacun, des personnes permettent de se sentir vivant, alerte et sur ses gardes, comme ce que ressentent les morues lorsque des poissons-chats sont présents ; ce qui signifie que les gens devraient être prudents lorsqu'ils utilisent les réseaux sociaux ou Internet. Angela est un catfish.

### Création de la série
Après le succès du film Catfish aux États-Unis, Ariel et Yaniv Schulman ont fait équipe avec la chaîne MTV pour produire des docu-réalité similaires au film mais focalisés sur les vies d'anonymes entretenant une relation amoureuse exclusivement en ligne. L'émission a donc été titrée Catfish: The TV Show, en référence à Catfish: The Movie. En France, le film n'a pas eu cette reconnaissance[réf. souhaitée] ; ainsi, bien que la série soit également retransmise sur MTV, elle l'est sous le nom de Catfish : fausse identité.
Le titre français est plus explicite que le titre américain, afin que les spectateurs aient une idée du sujet de la série[Interprétation personnelle ?]. L'émission traite de « fausse identité » et dès le générique, le nom « catfish » est explicité[réf. nécessaire]. Le premier épisode a été diffusé le 12 novembre 2012 sur la chaîne MTV. En 2015, la quatrième saison a été lancée. En France, les épisodes sont diffusés le lendemain de leur diffusion américaine grâce à « US+1 » sur MTV[source insuffisante].

### Préparation d'un épisode
- Si vous ne connaissez pas le sujet, laissez ce bandeau (vous pouvez alors contacter les auteurs).
- Si vous supprimez le contenu mis en cause (vous pouvez préalablement contacter les auteurs),

argumentez précisément cette suppression dans la page de discussion
(un manque de référence n'est pas un argument ; une recherche réelle de référence doit avoir été effectuée, être formellement documentée).
L'émission présente un heureux élu comme celui qui a contacté directement Nev et le coprésentateur dans l'espoir de découvrir la véritable identité de l'être aimé. En réalité, les personnes entretenant une relation amoureuse exclusivement sur Internet et désireuses de rencontrer l'être aimé qui se trouve derrière un profil, postent leur candidature en expliquant leur histoire sur le site MTV ou en contactant le directeur de casting, Michael Esposito. En août 2015, Esposito a révélé que l'émission recevait jusqu'à cent demandes par jour.
Après avoir pris connaissance des histoires reçues et rassemblé les informations indispensables à l'émission, les producteurs contactent ceux qui ont été retenus. Pour des raisons d'ordre judiciaire, toutes les personnes impliquées dans l'un des épisodes signent un contrat qui autorise la diffusion de leur image.
Nev et le coprésentateur ne reçoivent aucune information à propos du catfish. Quant au catfish, il ne sait ni quand, ni comment l'émission va les retrouver. Lors de la saison 3, dans l'épisode de « Miranda et Camryn », Camryn, le catfish, avait changé d'avis et n'avait pas voulu rencontrer Miranda. Il a seulement accepté une conversation par Skype.
Dans une interview parue[Où ?] en août 2014, Nev Schulman explique ce qui se passe avant la diffusion d'une émission : « Beaucoup d'histoires que nous recevons proviennent du catfish lui-même. Les personnes se sentent terriblement mal d'avoir menti aussi longtemps à un ami ou à l'être aimé sur les réseaux sociaux. Ils veulent tout avouer mais craignent de décevoir l'autre et d'être rejeté une fois avoir dit la vérité. Ils espèrent donc passer dans l'émission […] peut-être pour que l'échange soit plus facile, qu'ils puissent être entendus et s'expliquer sans être forcément jugés. Donc [les producteurs] organisent de façon diplomate et distante, un scénario dans lequel la personne choisie pour rencontrer l'autre me contacte. À partir de là, nous commençons l'émission. [La personne choisie] n'a bien sûr aucune idée que l'autre a déjà exprimé de l'intérêt à la rencontrer. Le [catfish] ne sait pas que nous sommes en train d'enquêter. Il sait juste que c'est probable que ça arrive. Il ne sait ni quand, ni pourquoi, ni comment. Alors c'est arrangé mais tout est vrai. Les sentiments sont vrais, la relation amoureuse est vraie. Il n'y a pas de scénario pendant l'émission, nous ne disons pas aux personnes ce qu'elles doivent dire ou non. Tout est imprévisible. »[réf. souhaitée]

### Épisode-type
- Si vous ne connaissez pas le sujet, laissez ce bandeau (vous pouvez alors contacter les auteurs).
- Si vous supprimez le contenu mis en cause (vous pouvez préalablement contacter les auteurs),

argumentez précisément cette suppression dans la page de discussion
(un manque de référence n'est pas un argument ; une recherche réelle de référence doit avoir été effectuée, être formellement documentée).
Lors d'un épisode typique, l'équipe de Catfish : fausse identité enquête sur une relation amoureuse, souvent de longue distance, à la demande d'une des parties pour vérifier la véracité des informations transmises.
Un épisode commence par la fin, c'est-à-dire le moment où le catfish (s'il en est) s'apprête à ouvrir la porte. Le générique démarre. Après celui-ci, Nev et le coprésentateur, souvent dans une chambre d'hôtel, lisent le mail de la personne qui leur demande de l'aide afin de rencontrer celui ou celle qui se cache derrière le profil dont elle est tombée amoureuse. Puis, ils la contactent par Skype et partent à sa rencontre.
Après l'avoir questionnée sur sa relation amoureuse, prévenue des pièges que peuvent engendrer une relation virtuelle< et avoir recueilli les informations nécessaires, Nev et le présentateur enquêtent sur sa moitié et répondent à la question : « Qui se cache réellement derrière ce profil ? ». Ils rendent ensuite compte de leurs recherches à la personne qui les a sollicités. Dans l'émission, certaines relations virtuelles ne durent que depuis quelques mois, d'autres durent depuis plusieurs années, jusqu'à dix ans.
Nev, le coprésentateur et la personne désirant rencontrer sa moitié, embarquent alors dans le premier vol et partent à la rencontre du catfish. Nev et le coprésentateur s’attachent à comprendre les raisons pour lesquelles les "catfish" ont menti et à leur faire le mal qui a été fait. Le plus souvent, les personnes expliquent leur histoire (harcelé, sans ami, incompris…) ou le fait qu'ils aient honte de leur physique et qu'ils veulent être acceptés pour ce qui sont à l'intérieur.
À la fin de cette discussion, Nev, le coprésentateur et la personne qui s'est faite « catfisher » retournent à l'hôtel pour prendre du recul sur la situation. Le lendemain, une nouvelle rencontre est organisée. L'émission se termine sur Nev et le coprésentateur qui prennent des nouvelles via Skype des deux personnes quelques mois plus tard et un écran noir qui explique leur situation actuelle. En règle générale, le menteur a désactivé son faux compte. Dans certains épisodes, Nev et le coprésentateur organisent même une rencontre via Skype entre la personne trompée et le vrai propriétaire des photos qu'a utilisées le catfish.

### Motivation et positionnement des producteurs
En août 2012, Nev Schulman explique : « Que les deux personnes se mentent l'une à l'autre ou pas et que cela tourne puisse tourner au désastre, c'est uniquement la première partie de l'histoire. Nous, ensuite, nous voulons savoir pourquoi ils font ça, qui ils sont, ce qu'ils ressentent, ce qui les a guidés jusqu'ici et pourquoi cela retient des centaines d'autres adolescents qui ont les mêmes sentiments, qui n'ont personne à qui parler ou qui ignorent comment s'exprimer. »
Catfish : fausse identité permet alors de montrer la face cachée des réseaux sociaux, le fait qu'il faille prêter attention aux informations transmises et être prudent sur la personne qui peut se trouver derrière l'autre côté de l'écran, mais également d'aider les adolescents à s'épanouir[Interprétation personnelle ?]. Qu'il soit catfish ou catfishé, ils ouvrent finalement les yeux sur leur situation personnelle et sont fixés sur leur situation amoureuse mais aussi sur les problèmes qu'ils peuvent avoir avec eux-mêmes ou avec le monde extérieur[réf. souhaitée]. Tout est mis en œuvre pour que l'histoire se conclut du mieux possible et que si une page se tourne, une nouvelle s'ouvre[réf. souhaitée].

### Catfish Awards
Une émission de fin de saison est toujours organisée dans le but de voir où les personnes en sont plusieurs mois après le tournage de l'émission. Lors ou peu de temps après celle-ci, sont décernés les « Catfish Awards ». Quelques exemples de catégories : « La Reine de Catfish », « Le Roi de Catfish », « Le moment épique de Nev », « Le moment épique du coprésentateur »…

## Épisodes
| Saison | Saison | Épisodes | Épisodes | États-Unis       | États-Unis        |
| Saison | Saison | Épisodes | Épisodes | Début de saison  | Fin de saison     |
| ------ | ------ | -------- | -------- | ---------------- | ----------------- |
|        | 1      | 12       | 12       | 12 novembre 2012 | 25 février 2013   |
|        | 2      | 16       | 16       | 25 juin 2013     | 15 octobre 2013   |
|        | 3      | 10       | 10       | 7 mai 2014       | 9 juillet 2014    |
|        | 4      | 19       | 19       | 25 février 2015  | 30 août 2015      |
|        | 5      | 20       | 12       | 24 février 2016  | 11 mai 2016       |
|        | 5      | 20       | 8        | 10 août 2016     | 21 septembre 2016 |
|        | 6      | 20       | 20       | 1er mars 2017    | 30 août 2017      |
|        | 7      | 40       | 40       | 3 janvier 2018   | 29 août 2019      |
|        | 8      | en cours | en cours | 8 janvier 2020   | À venir           |

## L'équipe deCatfish: fausse identité

### Au sujet de Nev Schulman
Yaniv Schulman, dit Nev [se prononce Neeev], est né le 26 septembre 1984 à New York. Photographe, présentateur, acteur et producteur, il est connu pour Catfish, le film-documentaire (2010) et l'émission (2012-).
Jeunesse - Après avoir étudié la danse et s'être produit à l'international pendant cinq ans alors qu'il était enfant, Schulman s'intéresse de près à la photographie en intégrant le lycée. À l'âge de 19 ans, Nev et son frère aîné, l'acteur et réalisateur Ariel Schulman décident de monter une entreprise de production de films et photographies. En 2004, Nev commence à photographier la danse, en particulier, la communauté du New York Ballet et travaille avec de nombreuses compagnies et chorégraphes. Ses photographies ont été publiées dans des journaux et magazines comme Vogue, The New York Times, Lucky, New York (magazine), The New York Sun et Dance Magazine[source insuffisante].
Catfish - En 2007, Nev Schulman découvre les pièges des réseaux sociaux en tombant amoureux d'un profil Facebook qui ne correspond pas à celle qui le détient. Son frère Ariel et Henry Joost ont l'idée de le filmer dans sa relation amoureuse. En 2010, le film-documentaire Catfish dont Nev est le sujet, est diffusé. Le succès est tel qu'une émission voit le jour deux ans plus tard : Catfish : fausse identité. Selon un sondage MTV, chez les 18-24 ans, 1 sur 4 a des rendez-vous en ligne et 1 sur 2 a un ami qui en a. Schulman devient présentateur du programme pour MTV, avec son ami et partenaire de films Max Joseph, mais aussi producteur délégué. Il réside désormais[Quand ?] à Los Angeles.
Autre - Nev est un membre fondateur de la Young Leadership Committee pour l'association, Leave Out Violence [Abat la violence]. Il soutient également l'ATTN, une association mondiale qui aide les jeunes Américains à faire entendre leur voix politique à travers les nouveaux médias et la culture populaire.

### Au sujet de Max Joseph
H.Maxwell Joseph, dit Max, est né le 16 janvier 1982 à New York. Réalisateur, producteur, scénariste, directeur de la photographie et monteur de films, il est connu en France pour être le coprésentateur et caméraman de Catfish : fausse identité depuis 2012. En 2015, son film We Are Your Friends, avec Zac Efron dans le rôle principal, dont il est réalisateur et coscénariste est sorti sur les écrans à travers le monde.
Parcours - Même s'il a commencé en tant que monteur de films, Max Joseph se considère avant tout comme réalisateur. À l'âge de 18 ans, il vend son premier court-métrage à la chaîne HBO Family, sur laquelle il a été diffusé pendant près de quatre ans. À la suite de cela, les productions de Max sont diffusées dans de nombreux festivals américains comme le Sundance, Telluride et le SXSW. Il a aussi réalisé (et monté) des cérémonies d'Award publicitaires pour de grandes marques comme Nike, Pepsi, Starbucks ou encore Toyota. En complément, Max a également servi de directeur de création spécialisé dans les vidéos au GOOD Magazine, où il a écrit, réalisé et/ou produit, près de 64 courts-métrages. Certains sont diffusés au musée d'art du comté de Los Angeles (LACMA), Brooklyn Academy of Music (BAM) et the Gagosian Gallery à New York.
Réalisation - Il compte plusieurs productions à son actif comme 12 Years of DFA: Too Old To Be New, Too New To Be Classic, Garden of Eden ou encore Let's Harvest the Organs of Death Row Inmates.

### Autres membres de l'équipe
Sauf indication contraire, les informations mentionnées dans cette section peuvent être confirmées par la base de données cinématographiques IMDb,  présente dans la section « Liens externes ».

#### Principaux producteurs
| Producteur     | Nombre d'épisodes produits                    |
| -------------- | --------------------------------------------- |
| David Metzler  | Producteur délégué (61 épisodes, 2012-2015)   |
| Marc Smerling  | Producteur délégué (58 épisodes, 2012-2015)   |
| Brian Murphy   | Coproducteur délégué (50 épisodes, 2012-2015) |
| Henry Joost    | Producteur délégué (46 épisodes, 2012-2015)   |
| Ariel Schulman | Producteur délégué (46 épisodes, 2012-2015)   |

#### Principaux casteurs
| Casteur          | Nombre d'épisodes effectué                                    |
| ---------------- | ------------------------------------------------------------- |
| Nick Durnhofer   | Casting producteur (46 épisodes, 2013-2015)                   |
| Michael Esposito | Casting producteur (46 épisodes, 2013-2015)                   |
| Anna Sturgeon    | Coordinateur du casting (37 épisodes, 2012-2015)              |
| Rebecca Rosichan | Producteur délégué chargé du casting (30 épisodes, 2012-2013) |
| Mark Pomerville  | Casting producteur (28 épisodes, 2013-2015)                   |

#### Principaux musiciens
| Musicien            | Nombre d'épisodes effectué                                   |
| ------------------- | ------------------------------------------------------------ |
| Brad Halverson      | Composition : musique additionnelle (20 épisodes, 2013-2015) |
| Dennis MaGee Fallon | Composition : musique additionnelle (17 épisodes, 2013-2015) |
| M.Allison Thiel     | Superviseur de la musique (14 épisodes, 2012-2015)           |
| D.A.Young           | Composition : musique additionnelle (12 épisodes, 2013-2015) |
| Alex Khaskin        | Composition : musique additionnelle (12 épisodes, 2014-2015) |

#### Quelques réalisateurs
| Réalisateurs  | Nombre d'épisode réalisé |
| ------------- | ------------------------ |
| David Metzler | (2 épisodes, 2014-2015)  |
| John DeTarsio | (2 épisodes, 2015)       |
| Adam Heydt    | (1 épisode, 2013)        |

## Le succès deCatfish: fausse identité

### L'impact de l'émission dans le monde
Alors que le film a surtout reçu un succès national (aux États-Unis), l'émission Catfish : fausse identité connaît un succès planétaire. Les téléspectateurs tout comme les fans de Nev Schulman et Max Joseph sur les réseaux sociaux se comptent en millions.
Dictionnaire - Le mot « catfish » désignant à l'origine un poisson-chat s'est vu ajouter une nouvelle définition.
En 2013, le dictionnaire Merriam Webster a ajouté une deuxième définition au mot « catfish » : une personne qui utilise un faux profil personnel sur les réseaux sociaux à des fins trompeuses ou frauduleuses.
En 2014, l'Oxford English Dictionary a ajouté une nouvelle définition au mot « catfish »: attirer quelqu'un dans une relation amoureuse en utilisant un faux profil. Référence au film-document Catfish de 2010.
En 2015, Catfish : fausse identité s'est exportée en Amérique du Sud[source insuffisante]. L'émission Catfish Colombia présentée par Diego et Sebastián est copiée-collée sur Catfish : TV Show, mais en espagnol.
Dans le Urban Dictionary, catfish n'a qu'une définition : « quelqu'un qui prétend être une autre personne sur Facebook ou un autre réseau social en créant une ou des fausses identités, généralement pour tromper et poursuivre des histoires d'amour en ligne. »
Titre de l'émission dans les différents pays
 Sauf indication contraire, les informations mentionnées dans cette section peuvent être confirmées par la base de données cinématographiques IMDb,  présente dans la section « Liens externes ».
- En Finlande, le titre de l'émission est Catfish : Deittihuijarit.
- En Hongrie, l'émission est intitulée, Kamureg.
- En Italie, le titre est proche de celui en français, Catfish: false identità.
- En Russie, l'émission est nommée : Одиночество в сети.

### Nominations et récompenses
Sauf indication contraire, les informations mentionnées dans cette section peuvent être confirmées par la base de données cinématographiques IMDb,  présente dans la section « Liens externes ».
- Le film-documentaire Catfish a été primé au festival de Sundance.
- En 2013, la GALECA (Gay and Lesbian Entertainment Critics Association) a nommé Catfish : fausse identité aux Dorian Awards, dans la catégorie : émission révélation de l'année.
- En 2014, Nev Schulman et Max Joseph étaient tous les deux nommés aux Teen Choice Awards dans la catégorie : personnalité masculine TV préférée.

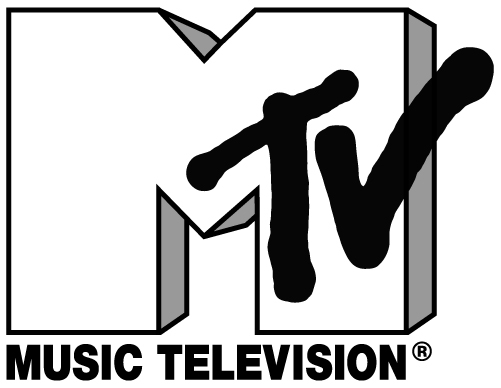
Logo de la chaîne MTV

### Avis et critiques
MTV : « Comment les adolescents qui connaissent l'ère du digital trouvent l'amour ? Souvent en entrant en connexion sur Internet avec d'autres personnes qu'ils n'ont jamais vu en vrai auparavant. De nos jours, s'écrire sur l'iPhone a remplacé le rendez-vous amoureux, alors que s'écrire via Facebook a souvent remplacé les conversations face-à-face. Le problème – le mec mignon dont tu es tombée amoureuse est peut-être en train de te mentir sur qui il est réellement. […] Que se passera-t-il quand ils se rencontreront dans la vraie vie pour la première fois ? Avec l'aide de Nev Schulman, (…) pars pour un voyage émotionnel pour découvrir la vérité au sujet de l'autre. Est-il celui qu'il prétend être ? »
Tom Forman, producteur délégué de la série Catfish : fausse identité : « La série ne traitera pas uniquement d'histoires de tromperie sur l'identité. Nous sommes aussi tombés sur de véritables d'histoires d'amour. Nous avons rencontré des personnes qui sont exactement ce qu'elles disent être. Nous les montrons aussi à la télévision. Nous trouvons des personnes qui ont la volonté de passer outre l'imposture initiale et d'établir véritablement une connexion au final – en personne et dans la vraie vie. Ca nous a vraiment réchauffé le cœur. Je pense que quand nous réalisons, nous ne savons pas vraiment comment cela va finir : bien, mal, ou quelque part entre les deux. »
Télérama : « Abusé par un Don Juan ou une donzelle sur Internet ? Le nouveau docu-réalité de MTV traque les usurpateurs d'identité pour venger leurs victimes… Grotesque et pernicieux. […] Nev Schulman prétend dénoncer le marécage des réseaux sociaux et les dangers des liaisons virtuelles, mais exploite dans Catfish : fausse identité les pires travers du Web social : exhibition, sarcasmes et cruauté. »
The Guardian : « L'émission réussit à se rapprocher du réconfort plutôt que de la cruauté, une des raisons est la dynamique entre Nev et Max, meilleurs amis dans la vie comme à l'écran. Tandis que Nev est le romantique, Max est le cynique qui pourrait gronder les parents qui laissent leurs ados « catfisher » des étrangers, ou crier sur les employés naïfs d'un casino qui font don de leur paye mensuelle à une petite amie qu'ils n'ont jamais rencontrée. »